# Triângulo de Platina
O Triângulo de Platina (inglês Platinum Triangle) é uma região não oficial do Condado de Los Angeles, Estados Unidos que abrange a cidade de Beverly Hills e os bairros da cidade de Los Angeles: Bel Air e Holmby Hills. A designação "Triângulo de Platina" refere-se à riqueza da área e suas residências multimilionárias. A área é consistentemente classificada como um dos mercados imobiliários mais caros do país.
Um livro de 2011 chamado Unreal Estate: Money, Ambition and the Lust for Land in Los Angeles (algo como: Imóveis Irreais: Dinheiro, Ambição e Desejo pela Terra em Los Angeles.), de Michael Gross, descreve a história social do Triângulo de Platina.